# Dick Lips
Singles de Blink-182
Apple Shampoo
(1997) Josie
(1998)
Pistes de Dude Ranch
Boring
(04) Waggy
(06)
Dick Lips est une chanson du groupe Blink-182 qui apparaît sur l'album Dude Ranch. Sa version single est sortie le 24 février 1998.

## Liste des pistes
| Dick Lips | Dick Lips     | Dick Lips | Dick Lips | Dick Lips | Dick Lips | Dick Lips | Dick Lips | Dick Lips | Dick Lips |
| No        | Titre         | Auteur    | Durée     |           |           |           |           |           |           |
| --------- | ------------- | --------- | --------- | --------- | --------- | --------- | --------- | --------- | --------- |
| 1.        | Dick Lips     | Blink-182 | 2:57      |           |           |           |           |           |           |
| 2.        | Apple Shampoo | Blink-182 | 2:52      |           |           |           |           |           |           |
| 3.        | Wrecked Him   | Blink-182 | 2:50      |           |           |           |           |           |           |
| 4.        | Zulu          | Blink-182 | 2:07      |           |           |           |           |           |           |
| 10:46     |               |           |           |           |           |           |           |           |           |

## Collaborateurs
- Tom DeLonge — Chant, Guitare
- Mark Hoppus — Chant, Basse
- Scott Raynor — Batterie